# 18 avril dans les chemins de fer
18 mars 18 mai
Chronologies thématiques
- Croisades
- Sports
- Disney

Cette page concerne les événements qui se sont déroulés un 18 avril dans les chemins de fer.

## Événements

### XIXesiècle
- 1867.  France :   mise en service[1] de la ligne Amiens – Rouen, via Abancourt, par la Compagnie des chemins de fer du Nord).

### XXIesiècle
- 2007.  France :   création d'un comité de pilotage des études du projet de ligne à grande vitesse Poitiers - Limoges. Ce comité est composé des présidents des conseils régionaux de Limousin et Poitou-Charentes, des maires de Poitiers, Limoges et Brive-la-Gaillarde, et des présidents de conseils généraux